# لزگیستان

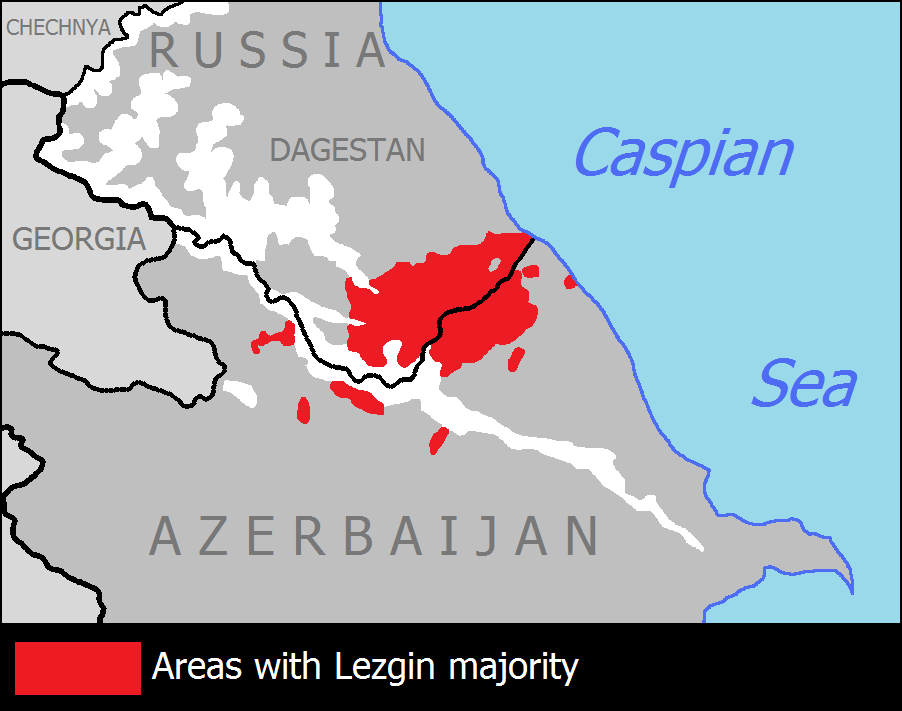
لزگیستان.

لزگیستان (لزگی: Леӄи) منطقه‌ایست در قسمت‌های مرزی داغستان و شمال‌شرقی جمهوری آذربایجان که محل سکونت مردم لزگی می‌باشد.

## برداشت تاریخی
مورخان یونان باستان چون پلینی، هرودوت و استرابو از مردم لوگوی که ساکن آبانیا قفقاز بوده‌اند سخن گفته‌اند و همچنین مورخان عرب از پادشاهی لاکز در جنوب داغستان فعلی در سده ۹ تا ۱۰ میلادی.